# Mistrzostwa Świata w Kolarstwie Przełajowym 1952
3. Mistrzostwa Świata w Kolarstwie Przełajowym odbyły się 20 lutego 1952 roku w szwajcarskiej Genewie. Rozegrano tylko wyścig mężczyzn w kategorii zawodowców.

## Medaliści
| Konkurencja:               | Złoto:         | Czas      | Srebro:         | Czas     | Brąz:        | Czas     |
| Klasyfikacja mężczyzn      |                |           |                 |          |              |          |
| Zawodowcy (20 lutego 1952) | Roger Rondeaux | 1:13:56 h | André Dufraisse | + 2:04 m | Albert Meier | + 2:52 m |

## Szczegóły
| Medal | Zawodnik               | Narodowość | Czas      |
| ----- | ---------------------- | ---------- | --------- |
|       | Roger Rondeaux         | Francja    | 1:13:56 h |
|       | André Dufraisse        | Francja    | + 2:04    |
|       | Albert Meier           | Szwajcaria | + 2:52    |
| 4     | Pierre Jodet           | Francja    | + 3:15    |
| 5     | Sergio Toigo           | Włochy     | + 3:15    |
| 6     | Pierre Champion        | Szwajcaria | + 3:43    |
| 7     | Roland Fantini         | Szwajcaria | + 5:43    |
| 8     | Firmin Van Kerrebroeck | Belgia     | + 6:23    |
| 9     | Antonin Canavese       | Francja    | + 6:23    |
| 10    | Luigi Malabrocca       | Włochy     | + 7:00    |

## Tabela medalowa
| Miejsce | Państwo    |   |   |   |   |
| ------- | ---------- | - | - | - | - |
| 1.      | Francja    | 1 | 1 | 0 | 2 |
| 2.      | Szwajcaria | 0 | 0 | 1 | 1 |